# Bogart
Bogart – miasto w Stanach Zjednoczonych, w stanie Georgia, w hrabstwie Clarke.